# UFC Fight Night: Overeem vs. Sakai
UFC Fight Night: Overeem vs. Sakai (conosciuto anche come UFC Fight Night 176 oppure UFC on ESPN+ 34 oppure UFC Vegas 9) è stato un evento di arti marziali miste tenuto dalla Ultimate Fighting Championship il 5 settembre 2020 all'UFC APEX di Las Vegas, negli Stati Uniti d'America.

## Risultati
|                 | Divisione            |                    |                 |                    | Metodo                                  | Round           | Tempo           | Premio          |
| Card Principale | Card Principale      | Card Principale    | Card Principale | Card Principale    | Card Principale                         | Card Principale | Card Principale | Card Principale |
| --------------- | -------------------- | ------------------ | --------------- | ------------------ | --------------------------------------- | --------------- | --------------- | --------------- |
|                 | Pesi massimi         | Alistair Overeem   | batte           | Augusto Sakai      | KO tecnico (gomitate e pugni)           | 5               | 0:26            |                 |
|                 | Pesi mediomassimi    | Ovince Saint Preux | batte           | Alonzo Menifield   | KO (pugno)                              | 2               | 4:07            | POTN            |
|                 | Pesi welter          | Michel Pereira     | batte           | Zelim Imadaev      | Sottomissione (rear-naked choke)        | 3               | 4:39            | POTN            |
|                 | Pesi medi            | André Muniz        | batte           | Bartosz Fabiński   | Sottomissione (armbar)                  | 1               | 2:42            | POTN            |
|                 | Pesi piuma           | Brian Kelleher     | batte           | Ray Rodriguez      | Sottomissione (guillotine choke)        | 1               | 0:39            | POTN            |
|                 | Pesi mosca femminili | Viviane Araújo     | batte           | Montana De La Rosa | Decisione unanime (30-27, 30-27, 29-28) | 3               | 5:00            |                 |
|                 | Pesi gallo           | Hunter Azure       | batte           | Cole Smith         | Decisione unanime (29-28, 29-28, 29-28) | 3               | 5:00            |                 |

## Premi
I lottatori premiati ricevettero un bonus di 50.000 dollari.
Legenda:
- FOTN: Fight of the Night (vengono premiati entrambi gli atleti per il miglior incontro dell'evento)
- POTN: Performance of the Night (viene premiato il vincitore per la migliore performance dell'evento)